# Blind (Lifehouse)
Blind è un singolo dei Lifehouse, estratto dall'omonimo album, e pubblicato dalla Geffen records.

## Storia
La canzone, interamente scritta dal cantante del gruppo Jason Wade parla della propria adolescenza del cantante e di come non sia riuscito a dimostrare il suo amore verso il padre che abbandonò la casa quando divorziò da sua madre. 
Sempre nel medesimo album è presente un'altra canzone con un significato pressoché simile a Blind, ovverosia Come Back Down.